# 마릴리온
마릴리온(영어: Marillion 매릴리언[*])은 잉글랜드의 록 밴드이다.